# ریچارد وارن آلدریچ
ریچارد وارن آلدریچ (انگلیسی: Richard W. Aldrich؛) یک زیست‌فیزیک‌دان، عصب‌پژوه و فیزیولوژیست‌ اهل ایالات متحده آمریکا است. 